# Амбрёнский собор

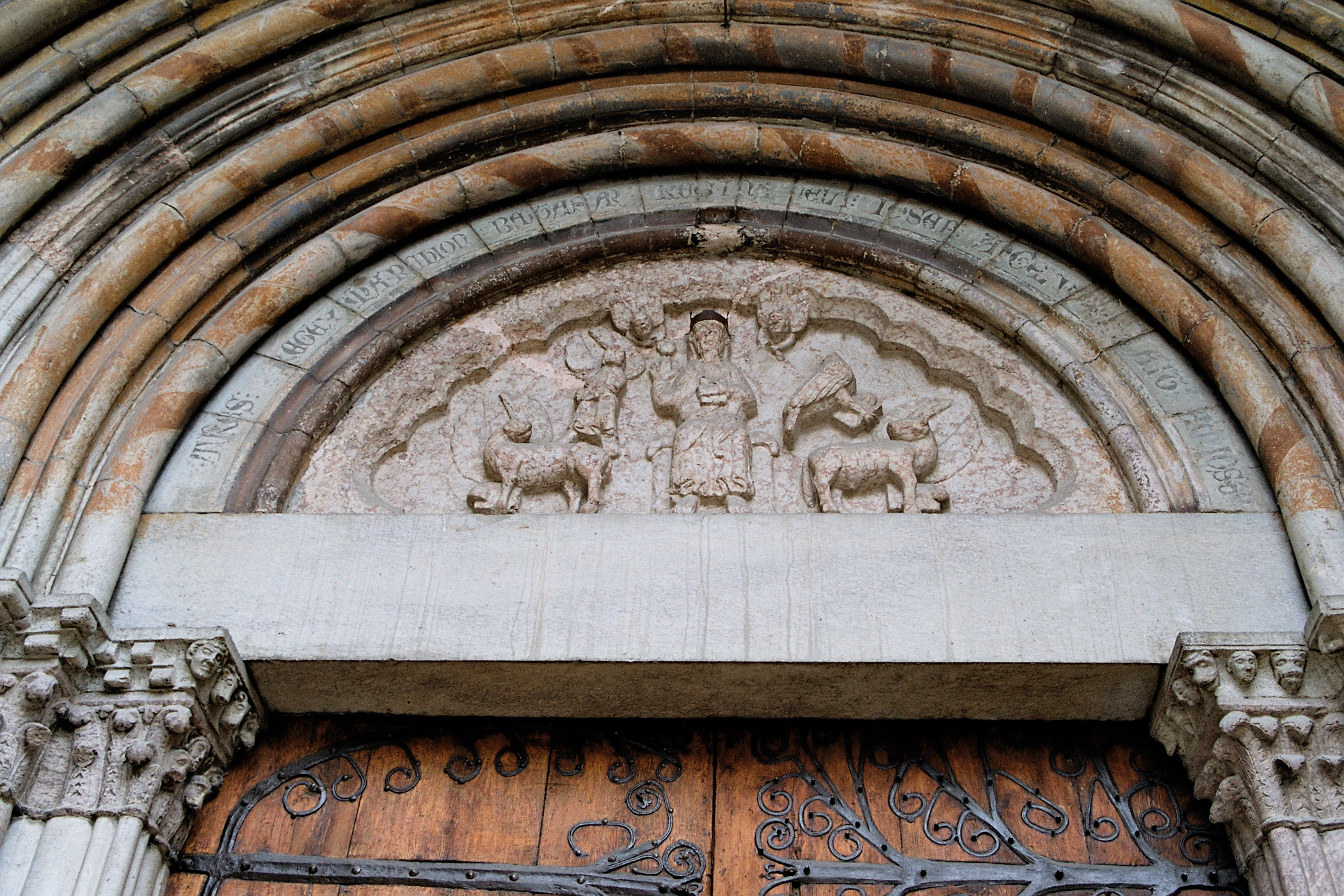
Тимпан северного бокового портала с четырёхвидными евангелистами и в центре
Христос во славе

Амбрёнский собор (фр. Cathédrale Notre-Dame du Réal d'Embrun) — римско-католическая церковь и бывший собор, расположенный в городе Амбрён, Верхние Альпы, Франция.
Собор является национальным памятником и был резиденцией бывшей архиепархии Амбрён, которая была разделена между епархией Гапа и архиепархией Экс в 1822 году. На его двери в 1489 году были вывешены тридцать два предложения, приписываемые вальденсам, которые предвещали кампанию по искоренению их как еретиков, которая всплыла на поверхность в Дофине с яростной жестокостью во время религиозных войн во Франции: Ледигьер разграбил собор Амбрёна в 1585 году. Это привело к разрушению фрески, вероятно, написанной в XIII веке, изображающей Мадонну, которая на протяжении многих веков была объектом знаменитого паломничества.

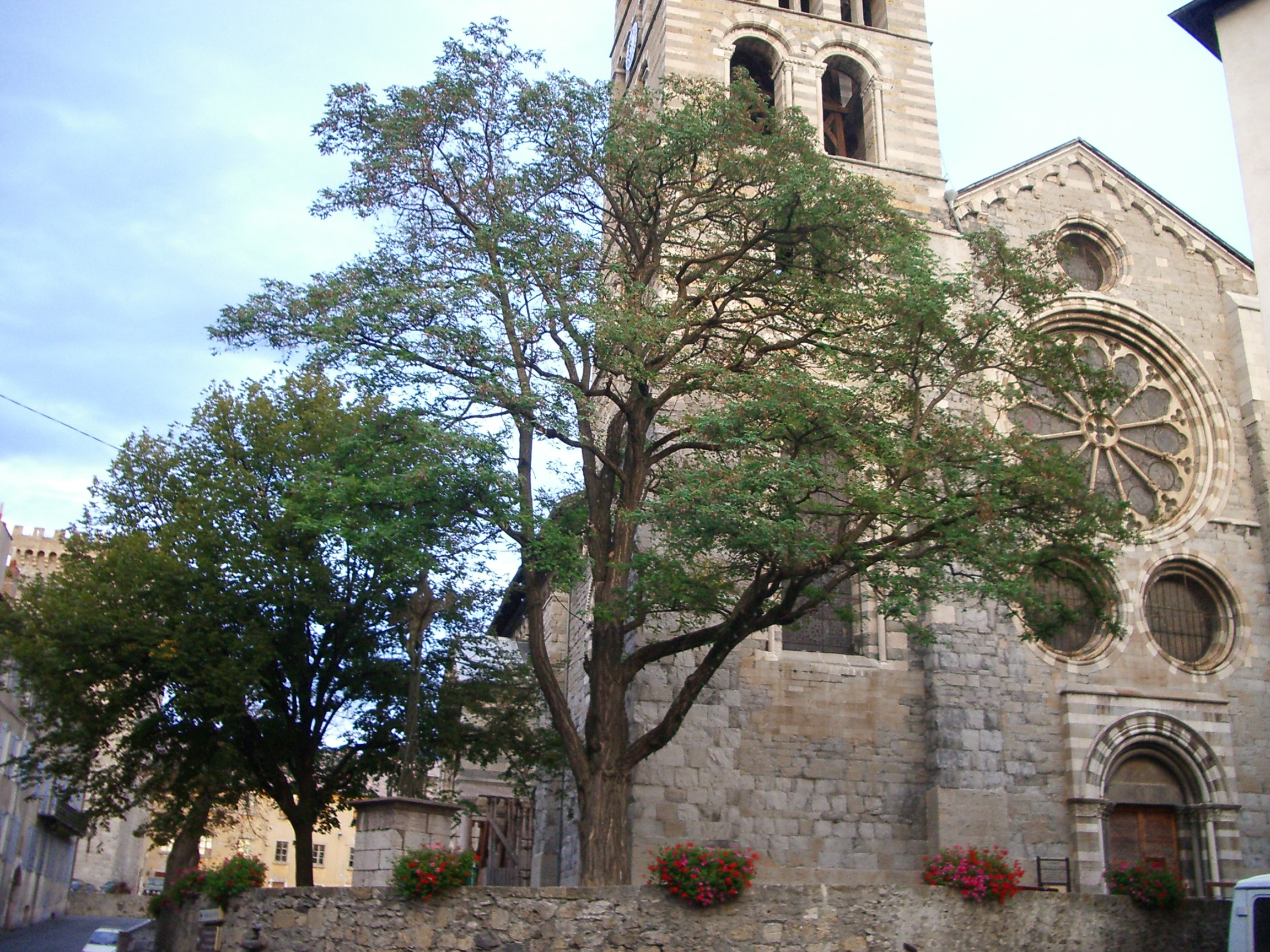
Фасад или западный фронт

В пятом веке мощи святого Назария были перенесены в Амбрён; Амбрён стал известным местом паломничества. Карл Великий построил базилику, которую посетил Папа Лев III. Соборная церковь, построенная на фундаменте, датируемом её основанием в девятом веке, была построена между 1170 и 1220 годами; её романский портал, колонны, опирающиеся на присевших львов на северном портале, и полосатые ряды каменной кладки из кремового и серого камня выражают культурные связи с Ломбардией. В интерьере есть тщательно продуманный главный алтарь в стиле барокко, инкрустированный цветным мрамором, недавно вновь открытые фрески, орган (самый старый рабочий во Франции), подаренный французским королём Людовиком XI, который обычно носил на своём головном уборе свинцовую эмблему Девы Амбрёнской, и чьи последние слова были «Богоматерь Амбрёнская, моя добрая госпожа, помилуй меня».